# ويليام أوين (قاضي)
ويليام أوين (بالإنجليزية: William Owen)‏ هو قاضي أسترالي، ولد في 21 نوفمبر 1899 في سيدني في أستراليا، وتوفي في 31 مارس 1972.